# أشلي نيك
أشلي نيك (بالإنجليزية: Ashley Nick) هي لاعبة كرة قدم أمريكية، ولدت في 27 أكتوبر 1987 في مونروفيا في الولايات المتحدة. لعبت مع أبولون ليماسول وسكاي بلو ووسترن نيويورك فلاش.

## وصلات خارجية
- أشلي نيك على موقع اتحاد النرويج (النرويجية)
- أشلي نيك على موقع قاعدة بيانات كرة القدم.إي يو (الإنجليزية)
- أشلي نيك على موقع Soccerway.com (الإنجليزية)
- أشلي نيك على موقع عالم كرة القدم.نت (الإنجليزية)